# Verso aliterativo

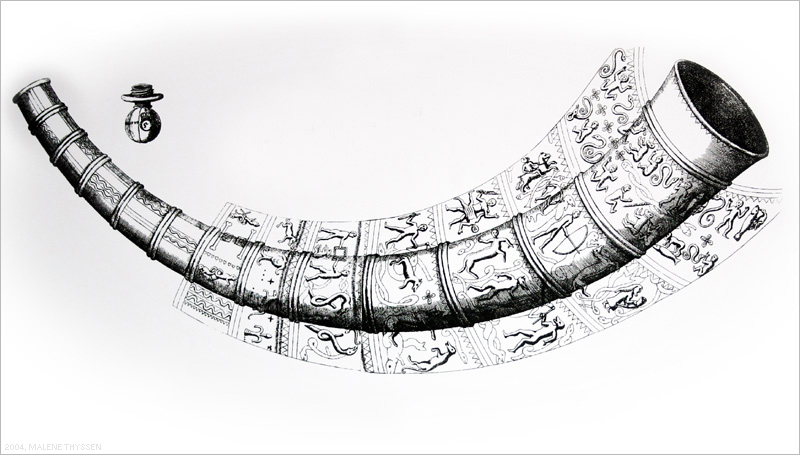
Desenho de um dos chifres dourados de Gallehus, que tem uma inscrição rúnica escrita em verso aliterativo. Esse chifre mostra que o verso aliterativo esteve presente desde as formas mais antigas de literatura germânica.

Em métrica, o verso aliterativo é uma forma de verso que usa aliteração como principal método de estruturação para unificar linhas de poesia, ao contrário de outros métodos como a rima tradicional. Em um sentido amplo, a própria aliteração pode ser considerada uma rima.
As tradições de verso aliterativo estudadas mais intensamente são aquelas encontradas na literatura mais antiga de muitas línguas germânicas. Verso aliterativo, em várias formas, é encontrado largamente na tradição literária das línguas germânicas antigas. O épico inglês antigo Beowulf, assim como a maior parte da poesia anglo-saxã, o Muspilli antigo alto alemão, o Heliand antigo saxão e a Edda Poética norueguesa antiga foram todos escritos em verso aliterativo.
Verso aliterativo também pode ser encontrado em muitas outras línguas, embora raramente com o rigor sistemático das formas germânicas. Tanto o Kalevala finlandês como o Kalevipoeg estoniano usam formas aliterativas derivadas da tradição popular. O verso turcomano tradicional, como o dos uigures, também é aliterativo.

## Origens e características germânicas comuns
As formas poéticas encontradas nas várias línguas germânicas não são idênticas, mas possuem similaridades suficientes para indicar uma possível origem germânica comum. Nosso conhecimento sobre isso, entretanto, baseia-se quase inteiramente em análises de poesias sobreviventes.
Uma exposição que nós temos sobre a natureza do verso aliterativo que vem de um poeta aliterativo praticante é uma de Snorri Sturluson, na Edda em prosa. Ele descreve padrões métricos e instrumentos poéticos usados por poetas escáldicos por volta do ano 1200. A descrição de Snorri serviu como ponto de partida para estudiosos para reconstruir os metros aliterativos além daqueles do norueguês antigo. Muitas diferentes teorias métricas foram propostas, todas elas acompanhadas de controvérsias.

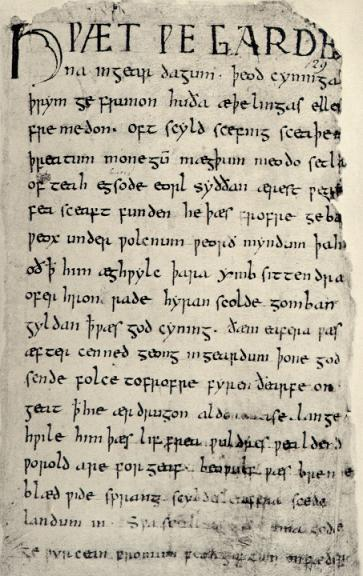
O poema épico escrito em inglês antigo Beowulf foi feito em verso aliterativo.

Verso aliterativo tem sido encontrado nos mais antigos monumentos de literatura germânica. Os chifres dourados de Gallehus, descobertos na Dinamarca e provavelmente datados do século IV, possui a seguinte inscrição rúnica em proto-nórdico:
```
x    / x x  x   /  x x      /  x  / x x
ek hlewagasti
r
 holtija
r
 || horna tawidô

ᛖᚲ ᚺᛚᛖᚹᚨᚷᚨᛊᛏᛁᛉ ᚺᛟᛚᛏᛁᛃᚨᛉ ᚺᛟᚱᚾᚨ ᛏᚨᚹᛁᛞᛟ

eu, Hlewagastir filho de Holtir, fiz o chifre
```

A inscrição contém quatro sílabas tônicas, e as três primeiras têm aliteração em /h/, essencialmente o mesmo padrão encontrado em versos muito posteriores.
Originalmente, toda poesia aliterativa era composta e transmitida oralmente, e muito foi perdido através do tempo já que não foi registrado por escrito. O grau no qual a escrita deve ter afetado essa forma de arte oral continua sendo objeto de muita disputa. Entretanto, há um consenso entre os estudiosos no fato de que o verso escrito conserva muitos (ou, alguns dizem, todos) os aspectos da linguagem falada.
A aliteração combina naturalmente com os padrões prosódicos das línguas germânicas. A aliteração envolve essencialmente combinar as pontas esquerdas de sílabas tônicas. Línguas germânicas antigas compartilham um padrão prosódico com predominância na esquerda. Em outras palavras, a sílaba tônica é sempre a sílaba da raiz da palavra. Normalmente, essa sílaba é sempre a primeira, com exceção de palavras em que a raiz é precedida de um prefixo átono.
As principais características do verso aliterativo germânico tradicional são as seguintes:
- Uma linha longa é dividida na metade. As metades são também conhecidas como versos ou hemistíquios. O primeiro verso de uma linha é chamado de verso-a, e o segundo de verso-b.
- Uma pausa longa, ou cesura, separa os versos.
- Cada verso tem, geralmente, duas sílabas tônicas fortes.
- A primeira sílaba tônica forte do verso-b deve aliterar com uma ou com as duas do verso-a.
- A segunda sílaba tônica forte não alitera com as demais.

O padrão de sílabas átonas varia muito nas diversas tradições aliterativas de várias línguas germânicas. As regras para esses padrões continuam controversas e pouco compreendidas.
A necessidade de encontrar uma palavra aliterante apropriada conferiu ao verso aliterativo outras características distintivas. Poetas aliterativos criaram um vocabulário especializado de sinônimos poéticos raramente usados em prosa e várias metáforas, as chamadas kennings.
Apesar das controvérsias, a pesquisa tem proporcionado a criação de poemas contemporâneos feitos em verso aliterativo. Um exemplo de versos aliterativos atuais são os seguintes, do poeta Joedson Adriano:
ao desconhecido deus dos desmandos mentais
de anímicos aleijos do além-inteligência
que é duzentos demônios às dúzias comprimidos
numa monacal mônada do mentiroso nada
que é dúvida doadora de deidades adulantes
intensamente hipócrita em igrejas e seitas
que apesar de ser mudo a miríades murmura
com sua melosa melódia em malfeitas ladainhas
a se contar-cantar uma carranca santa
a uns poucos poetas pra posteridade loucos
e eu um vaso vazio das vozes aziagas
de arcanjos javistas e joãos jejuantes
e eu um profundo poço de provas corporais
do único humano a uivar pros ancestrais
e de súbito surto eu subo aos absurdos
dos ápodos apodos sem arpejos de pejo
e os círculos celsos eu subo sem receio
aos pináculos poéticos em pulos sem apnéia
pra do calmo cumeeiro do concretado outeiro
observar as ovelhas e oberadas vítimas
do sombreado céu em cercas assinalado
até os confins cáusticos do carniceiro inferno
e daí o que eu quiser é cara credencial
pra desafiar os deuses das doxologias das reses